# Les Quatre Bandits de Coffeyville

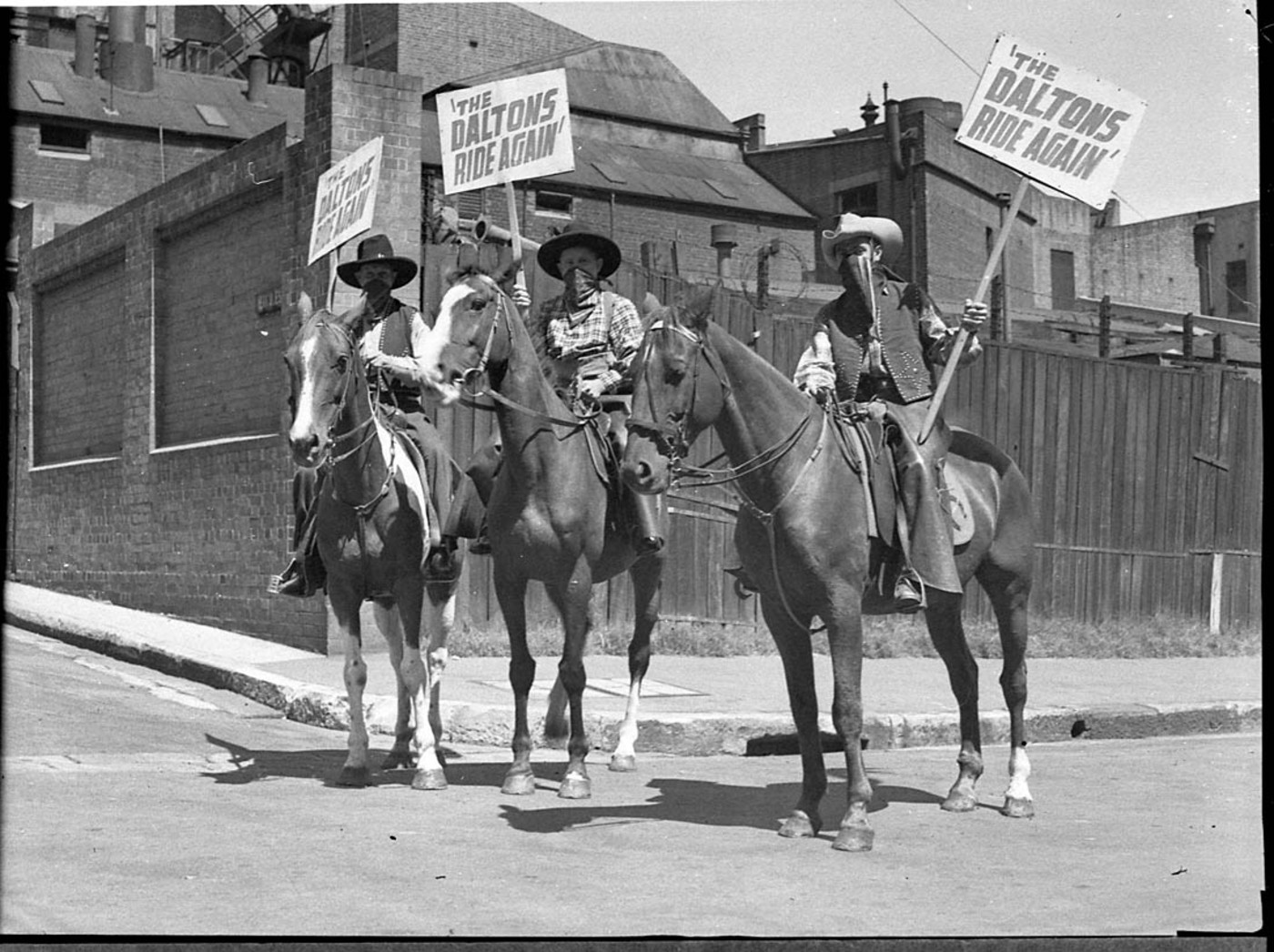
Parade publicitaire à cheval pour promouvoir le film

Les Quatre Bandits de Coffeyville (titre original : The Daltons Ride Again) est un western américain en noir et blanc réalisé par Ray Taylor, sorti en 1945.
Le film est inspiré des célèbres frères Dalton.

## Synopsis
Quatre frères hors la loi sont accusés de crimes qu'ils n'ont pas commis.

## Fiche technique
- Titre français : Les Quatre Bandits de Coffeyville
- Titre original : The Daltons Ride Again
- Réalisation : Ray Taylor
- Scénario : Roy Chanslor, Paul Gangelin
- Production : Universal Pictures
- Photographie : Charles Van Enger
- Musique : Frank Skinner
- Montage : Paul Landres
- Pays d'origine : USA
- Genre : Western
- Durée : 72 minutes
- Dates de sortie: 
  - États-Unis : 23 novembre 1945
  - France : 15 octobre 1947

## Distribution
- Alan Curtis : Emmett Dalton
- Lon Chaney Jr. : Grat Dalton
- Kent Taylor : Bob Dalton
- Noah Beery Jr. : Ben Dalton
- Martha O'Driscoll : Mary Bohannon
- Jess Barker : Jeff Colton
- Thomas Gomez : 'Professeur' J.K.McKenna
- John Litel : Mitchael J. 'Mike' Bohannon
- Milburn Stone : Parker W. Graham
- Walter Sande : Wilkins
- Douglass Dumbrille : le shériff Hoskins
- Davison Clark : Kittredge